# SG-3 (szybowiec)
SG-3 – polski szybowiec wyczynowy, zbudowany w dwudziestoleciu międzywojennym.

## Historia
W marcu 1933 roku Szczepan Grzeszczyk rozpoczął prace nad projektowaniem swego trzeciego szybowca wyczynowego. Nowa konstrukcja była rozwinięciem szybowca SG-28, w stosunku do pierwowzoru zmniejszeniu uległa rozpiętość skrzydeł i ich cięciwa, przekonstruowano kadłub i usterzenie.
Konstruktor skorzystał z pomocy inż. H. Kartasińskiego z PZL, z którym współpracował w opracowaniu dokumentacji konstrukcyjnej. Budową prototypu zajęły się Warsztaty Szybowcowe w Warszawie, a jego oblotu dokonał konstruktor 11 sierpnia 1933 roku. Szybowiec został przekazany do eksploatacji w szkole szybowcowej w Bezmiechowej.
Inż. Grzeszczyk, na podstawie dobrej oceny szybowca z wstępnej eksploatacji, podjął decyzję o rozwijaniu konstrukcji. Pod koniec 1933 roku powstał pierwszy egzemplarz seryjny, który od prototypu różnił się przekonstruowaną i skróconą osłoną kabiny (zmiana konstrukcji szkieletu osłony ze sklejkowej na metalową), zmienionym przodem kadłuba oraz skróconymi lotkami.
Nowa konstrukcja otrzymała oznaczenie SG-3/34 i została skierowana do eksploatacji. W czerwcu 1934 roku Bolesław Baranowski na tym szybowcu wziął udział w rajdzie powietrznym, na holu za samolotem RWD-8, ze Lwowa do Bukaresztu i z powrotem.
Latem 1934 roku szybowiec został skierowany na badania do Instytutu Techniki Szybownictwa we Lwowie. 11 lipca 1934 roku Adam Nowotny odbywał na nim lot doświadczalny, podczas którego kierowana przez niego maszyna rozbiła się na lotnisku w Skniłowie. Pilot zmarł po kilku dniach w szpitalu. Uszkodzony szybowiec poddano kolejnym modyfikacjom, zmianie uległ obrys płata na trapezowy. Tak poprawiony szybowiec stał się pierwowzorem wersji oznaczonej jako SG-3bis/35.
Siedem szybowców SG-3 wzięło udział w III Krajowych Zawodach Szybowcowych w Ustjanowej. Bolesław Baranowski podczas tych zawodów wykonał najdłuższy przelot na odległość 140 kilometrów, a Szczepan Grzeszczyk otrzymał nagrodę dla konstruktora szybowca, na którym dokonano najlepszego wyczynu podczas zawodów.
W czerwcu 1935 roku szybowiec SG-3, pilotowany przez Stanisława Piątkowskiego, wziął udział w rajdzie do państw bałtyckich. Szybowiec, na holu za RWD-8, wykonał lot na trasie Warszawa – Wilno – Ryga – Tallinn – Tartu – Helsinki – Turku i z powrotem.

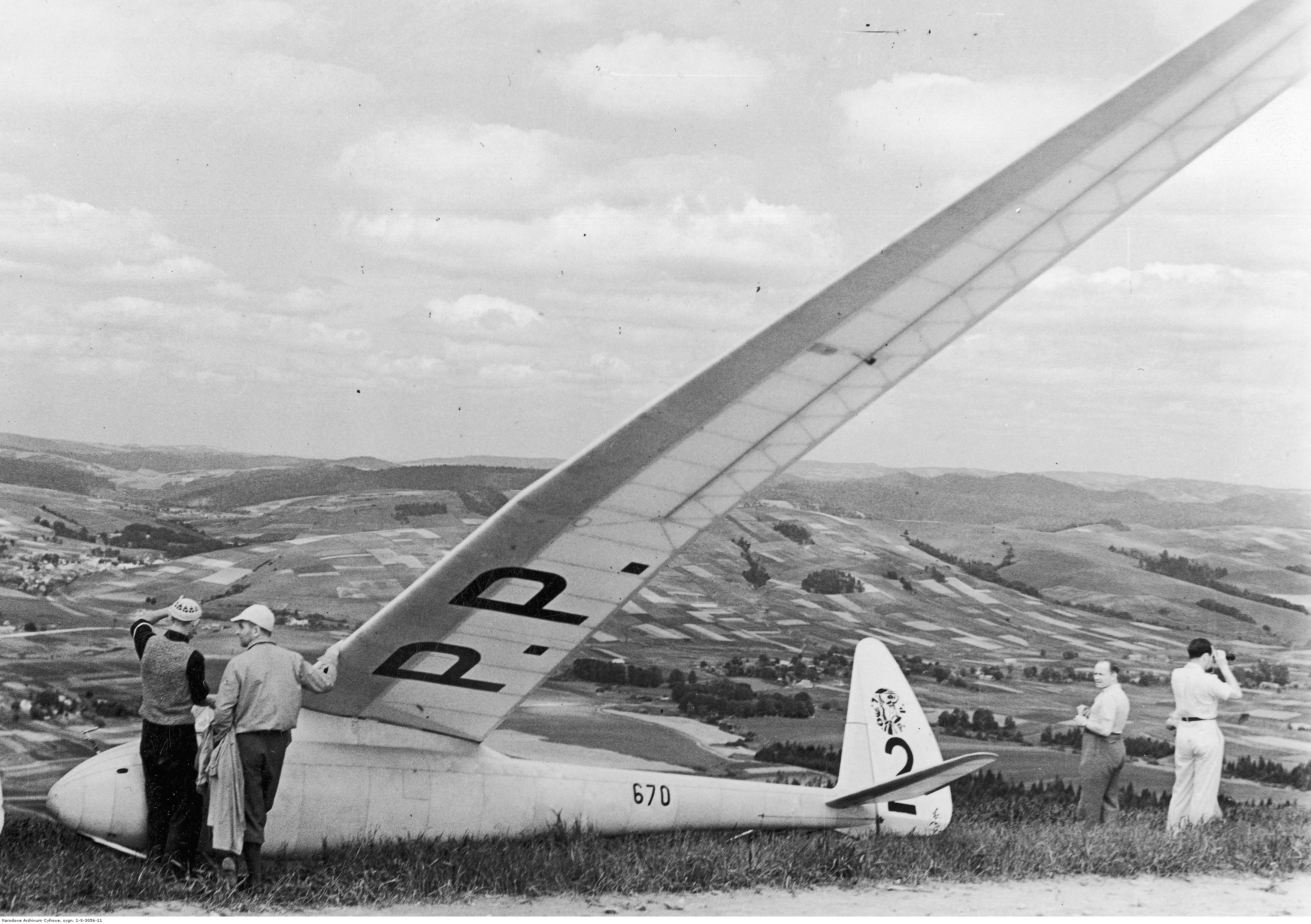
SG-3bis/36, pierwszy egzemplarz wersji seryjnej

W 1936 roku Szczepan Grzeszczyk skonstruował ostatnią wersję szybowca, nazwaną SG-3bis/36. Nowa konstrukcja miała zmieniony kształt płata z prostego na spłaszczone „M”, zwiększoną do 17,6 metra rozpiętość oraz lepsze wykończenie powierzchni, co wpłynęło na wzrost doskonałości do 25. Sześć egzemplarzy tej wersji i siedem wersji SG-3bis/35 (na ogólną liczbę 31 szybowców) wystartowało w IV Krajowych Zawodach Szybowcowych w Ustjanowej, rozgrywanych od 28 czerwca do 12 lipca 1936 roku. Piloci latający na szybowcach SG-3 zdominowali te zawody - Zbigniew Żabski zdobył pierwsze miejsce, a Bolesław Baranowski trzecie. 7 lipca Bolesław Baranowski wykonał najdłuższy przelot zawodów na odległość 332 kilometrów, a Szczepan Grzeszczyk otrzymał ponownie nagrodę dla konstruktora szybowca, na którym dokonano najlepszego wyczynu podczas zawodów.
W V Krajowych Zawodach Szybowcowych w Inowrocławiu w 1937 roku wystartowało 7 szybowców SG-3 różnych wersji, pierwsze miejsce zajął Tadeusz Góra na szybowcu SG-3bis/36, następne egzemplarze zajęły miejsca 6. i 9. W VI Krajowych Zawodach Szybowcowych w Masłowie, rozgrywanych w dn. 10–23 lipca 1938 roku, startowało siedem szybowców SG-3, jednak piloci na nich latający nie zajęli miejsc na podium.
Szybowiec SG-3 nie był dalej rozwijany. Pojawiły się nowe, doskonalsze konstrukcje, np. PWS-101, lepiej odpowiadające wymogom ówczesnego szybownictwa. Łącznie wyprodukowano ok. 20 egzemplarzy SG-3 wszystkich wersji - prototyp i po ok. 6 egzemplarzy z każdej wersji. Jeden egzemplarz został zakupiony przez Grecję, inny został podarowany przez PZL lotnictwu Bułgarii. Żaden z istniejących egzemplarzy nie przetrwał II wojny światowej.

## Osiągnięcia i rekordy
Na szybowcach SG-3 polscy piloci wykonali szereg pionierskich i rekordowych lotów:
- Piotr Mynarski 30 października 1933 roku ustanowił krajowy rekord w długotrwałości lotu wynoszący 11 godzin i 58 minut[11],
- Kazimierz Plenkiewicz 15 października 1934 roku na SG-3/34 ustanowił nowy krajowy rekord w długotrwałości lotu utrzymując się w powietrzu przez 12 godzin i 6 minut[12],
- Ryszard Dyrgałła 20 października 1935 roku wykonał pierwszy w Polsce lot na fali[5],
- Kazimierz Antoniak 6 lipca 1936 roku ustanowił nowy krajowy rekord wysokości osiągając pułap 3435 metrów[13],
- Bolesław Baranowski 7 lipca 1936 roku ustanowił nowy krajowy rekord odległości wynikiem 332 kilometrów[14],
- Wanda Modlibowska 19 maja 1938 roku ustanowiła kolejny krajowy rekord odległości wynikiem 345 kilometrów[15].

## Konstrukcja
Jednomiejscowy szybowiec wyczynowy w układzie wolnonośnego górnopłatu o konstrukcji drewnianej.
Kadłub o konstrukcji półskorupowej, o przekroju owalnym, trójpodłużnicowy. Kabina pilota zamknięta, wyposażona w fotel dostosowany do spadochronu plecowego i tablicę przyrządów zawierającą prędkościomierz, wysokościomierz, wariometr, busolę i zakrętomierz. Z przodu kadłuba znajdował się hak do startu z lin gumowych i zaczep do lotów na holu. Przed kabiną pilota były umieszczone dysze prędkościomierza i wariometru oraz dysza napędu zakrętomierza. Statecznik pionowy stanowił integralną część kadłuba. Istniała możliwość montażu barografu w kadłubie szybowca.
Płat dwudzielny, jednodźwigarowy, kryty sklejką. W szybowcach SG-3, SG-3/34 i SG-3bis/35 miał u nasady profil IAW-336 przechodzący w IAW-192 na końcu skrzydła. W wersji SG-3bis/36 zastosowano profil IAW-100 u nasady, IAW-248 w środkowej części i IAW-192 na końcu skrzydła. Płat był wyposażony w lotki o napędzie linkowym, kryte płótnem.
Usterzenie klasyczne, krzyżowe. Ster wysokości płytowy, dwudzielny, mocowany na rurze stalowej stanowiącej oś obrotu steru. Stateczniki do dźwigara kryte sklejką, dalej płótnem.
Podwozie jednotorowe złożone z drewnianej płozy podkadłubowej amortyzowanej dętką gumową i metalowej płozy ogonowej.

## Dane techniczne wersji szybowca
|                                             | Jednostka | SG-3    | SG-3/34 | SG-3bis/35 | SG-3bis/36 |
| ------------------------------------------- | --------- | ------- | ------- | ---------- | ---------- |
| Rozpiętość                                  | m         | 17,0    | 17,0    | 17,0       | 17,6       |
| Długość                                     | m         | 7,05    | 7,05    | 7,05       | 7,05       |
| Wysokość                                    | m         | 1,85    | 1,85    | 1,85       | 1,85       |
| Powierzchnia nośna                          | m2        | 16,5    | 16,5    | 16,5       | 16,75      |
| Wydłużenie                                  |           | 17,5    | 17,5    | 17,5       | 18,5       |
| Masa własna                                 | kg        | 149     | 160     | 156        | 152        |
| Masa użyteczna                              | kg        | 77      | 75      | 79         | 85         |
| Masa całkowita                              | kg        | 226     | 235     | 235        | 237        |
| Obciążenie powierzchni                      | kg/m2     | 13,7    | 14,2    | 14,2       | 14,2       |
| Doskonałość - przy prędkości optym.         | km/h      | 22,7 58 | 23,4 59 | 23,4 59    | 25 59      |
| Opadanie minimalne - przy prędkości ekonom. | m/s km/h  | 0,65 53 | 0,65 54 | 0,65 54    | 0,65 54    |
| Opadanie przy v = 100 km/h                  | m/s       | 2,3     | 2,25    | 2,25       | 2,0        |
| Prędkość minimalna                          | km/s      | 48      | 50      | 50         | 50         |
| Współczynnik obciążenia dopuszczalnego      |           | 5,25    | 5,25    | 5,25       | 5,47       |
| Współczynnik obciążenia niszczącego         |           | 8,9     | 8,9     | 8,9        | 9,5        |

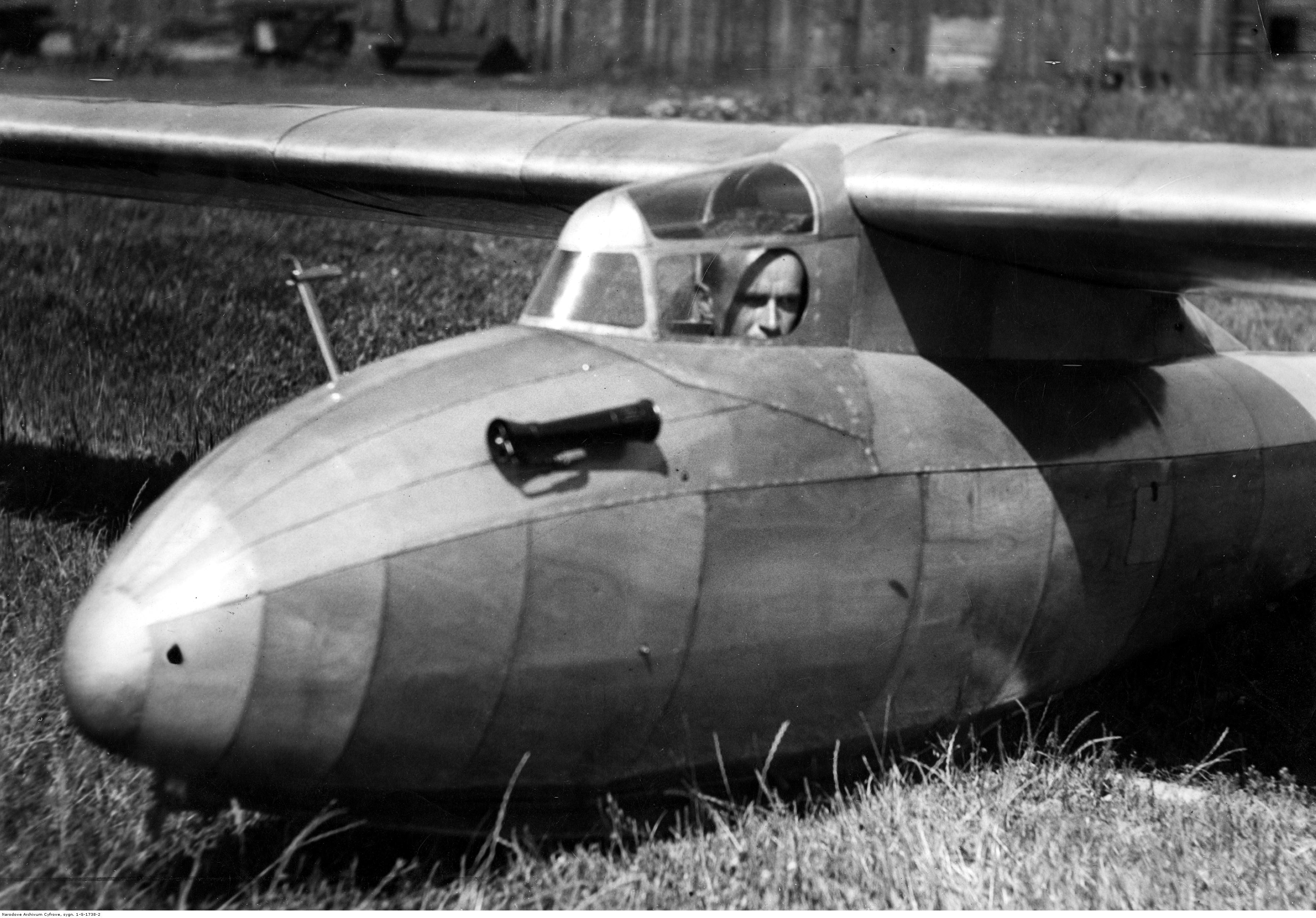
Prototyp SG-3 w 1933 r., widoczna osłona kabiny wykonana ze sklejki

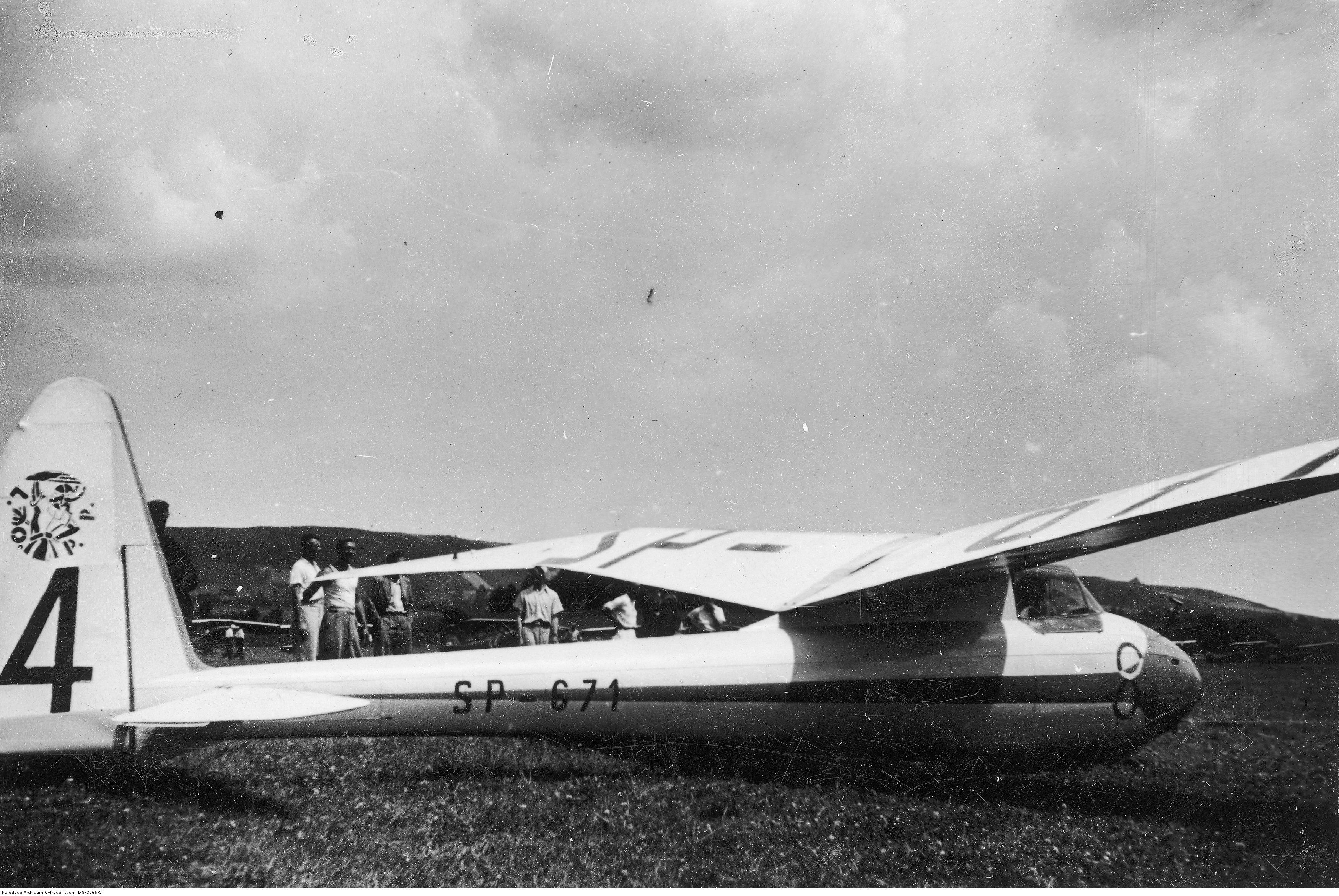
SG-3 bis/36 na lotnisku w Masłowie

Źródło: Andrzej Glass, Polskie konstrukcje lotnicze 1893-1939, s. 415.